# 람보르기니 디아블로
람보르기니 디아블로(영어: Lamborghini Diablo)는 이탈리아의 자동차 제조업체 람보르기니가 1990년부터 2001년까지 생산한 스포츠 자동차이다. 미드쉽 엔진 차체에 후륜구동 자동차가 있으며, 람보르기니 최초로 사륜구동이 채택된 자동차이다. 또한 람보르기니 최초로 최고속도가 320 km/h (200 mph)에 도달한 자동차이다. 하이든 헤드램프가 구비된 차량이 1세대이며 개방형 전조등이 구비된 차량이 2세대이다. 2001년에 후속차량인 람보르기니 무르시엘라고에게 자리를 넘겨주고 단종되었다.

## 개발
람보르기니에 투자하고 있던 스위스의 밈란 브라더스가 1985년 6월, "프로젝트 132"라는 코드네임으로 쿤타치의 후속세대를 준비하게 된다. 람보르기니가 정한 업무 지침서에 따라 최고 속도는 최소한 315 km/h가 넘어야 했다.
디자인은 람보르기니와 이탈디자인과 자유계약 상태였던 마르첼로 간디니가 담당했다. 그는 이전에도 미우라나 쿤타치 등 디아블로의 바로 윗 세대 차량들을 디자인한 경력이 있었다. 람보르기니가 크라이슬러에 인수된 1987년, 개발에 투자를 시작한 크라이슬러의 경영팀은 마르첼로가 디자인한 쿤타치의 후속세대 차량을 그다지 대단한 것이 아니라고 생각했다. 이어 크라이슬러는 다른 디자인팀을 임명하고, 그가 디자인했던 차량을 디트로이트에서 대대적으로 보수하기 시작했다. 마르첼로가 처음에 디자인했던, 마르첼로만의 트레이드 마크인 쐐기형 모양과 곡선 등이 완전히 사라지고 없었다. 남은 것이라고는 마르첼로가 그다지 대단한 것이 아니라고 생각하는 디자인들 뿐이었다.
람보르기니 전통에 따라 자동차의 이름은 투우의 싸움 소의 이름인 디아블로라고 정해졌다. '디아블로'라는 이름은, 1869년 7월 11일, 마드리드에서 엘 시코로(El Chicorro)라는 소와의 결투에서 역사적으로 유명해진 흉악한 소의 이름에서 따온 이름이다. 이 소는 19세기 당시 베라쥬아(Veragua) 공작이 기르던 소였다. 영국의 TV 프로그램 탑기어의 진행자 제레미 클락슨(Jeremy Clarkson)은 디아블로의 디자인에 대해 이렇게 말했다. "세계에서 가장 정신이 나간 사람들을 위한 것." 자동차의 개발 프로젝트는 약 60억 리라에 이를 것이라고 알려졌다.

## 1세대(1990 - 1999), 팝업 전조등

### 디아블로

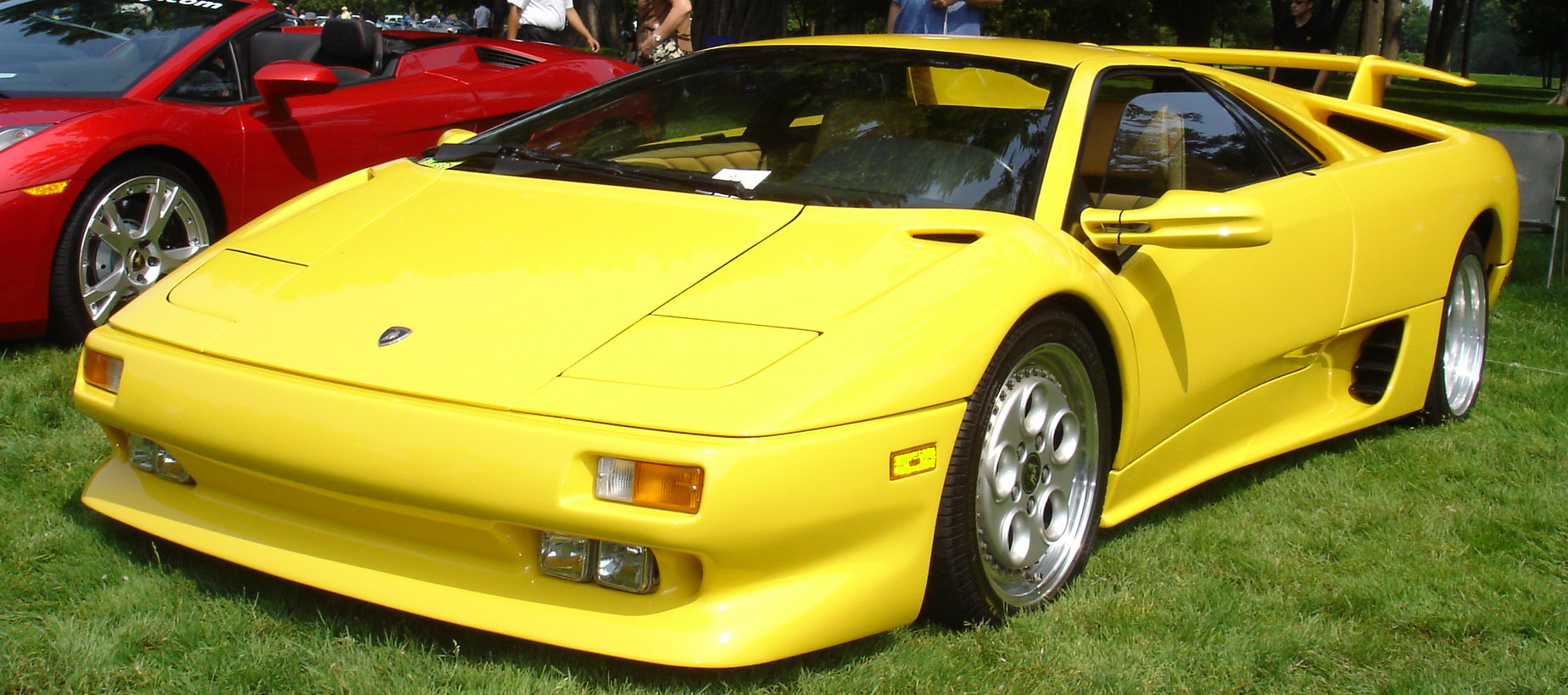
람보르기니 디아블로

1990년 2월 21일, 디아블로가 출시되어 판매되기 시작했다. 첫 출시 당시의 판매가격은 240,000 미국달러였고, 몬테 카를로에 위치한 호텔 드 파리스(Hotel de Paris)에서 개최된 제2의 람보르기니 날에서 가격이 공개됐다. 5.7리터, 48밸브로 거대해진 전설적인 V12엔진이 DOHC 방식으로 탑재됐고, 전기로 제어할 수 있는 전자식 연료 직분사 시스템을 갖추었다. 최고 출력은 492 마력에 토크는 529 N·M이었다. 0 - 100 km (60 mph) 가속은 4초 미만이었고, 최고 속도는 무려 325 km/h에 달했다. 디아블로는 후륜구동으로 만들어졌고, 무게 중심을 배열하기 위해 엔진을 뒷쪽 중앙에 배치했다.
디아블로의 가격 선정에는 여러 논란이 있었다. 일단 오로지 기본적인 라디오 기능만 있었고(CD 재생 기능은 옵션이었다.) , 창문은 수동으로 작동됐으며(버튼-자동식이 아니다.) , 조절은 가능하지만 전자장비로 조절이 되지 않고 수동으로 조절해야하는 운전석과 조수석, ABS 기능이 전혀 없는 브레이크 등 높아진 무게를 줄이기 위해 일반적으로 제공되어야 할 것들이 전부 다 빠져버렸다. 때문에 24만 달러가 넘는 자동차에는 안락과 사치마저 배제되어 있었다. 아주 적은 옵션이 그나마 제공되긴 했는데, 특히 구매자가 원할 경우 운전석을 바꿔줬다. 또한 뒷쪽에 장착되는 스포일러, 공장에서 장착시켜주는 짐칸(2,600달러 짜리), 람보르기니가 독점 공급하는 브레게(Breguet) 시계를 대시보드에 달아줬다.(이것은 10,500달러 짜리 옵션이었다.)
1991년, 세계에서 가장 빠른 양산형 자동차로 등재됐다. 디아블로는 최고 속도 202 mph (약 325 km/h)를 기록해 페라리 F40의 201 mph (323 km/h) 기록을 갱신했다. 물론 디아블로는 재규어 XJ220이 212 mph (342 km/h)의 속도를 갱신한 1993년까지만 가장 빠른 자동차였다.

### 디아블로 VT & 디아블로 VT 로드스터
1993년, 람보르기니 최초로 사륜구동을 채택해 만들어진 자동차이다. 사륜구동을 채택함으로써 뒷바퀴가 그립을 잃는 현상(오버스티어)을 앞바퀴가 25% 정도 막아 줬다. 외부적으로 변한 부분이 있는데, 공기 흡입구가 있는 앞쪽 아래와 바퀴의 앞과 뒷쪽에 경고등이 생겼다. VT 로드스터는 1995년에 소개됐다. 가장 오랫동안 가장 많은 양을 만들었기 때문에, 앞서 설명한 '디아블로' 원본보다 훨씬 늦게 나온 디아블로 VT를 디아블로의 원본 모델이라고 생각하는 사람들이 많다.

### 디아블로 SE30 & SE30 Jota

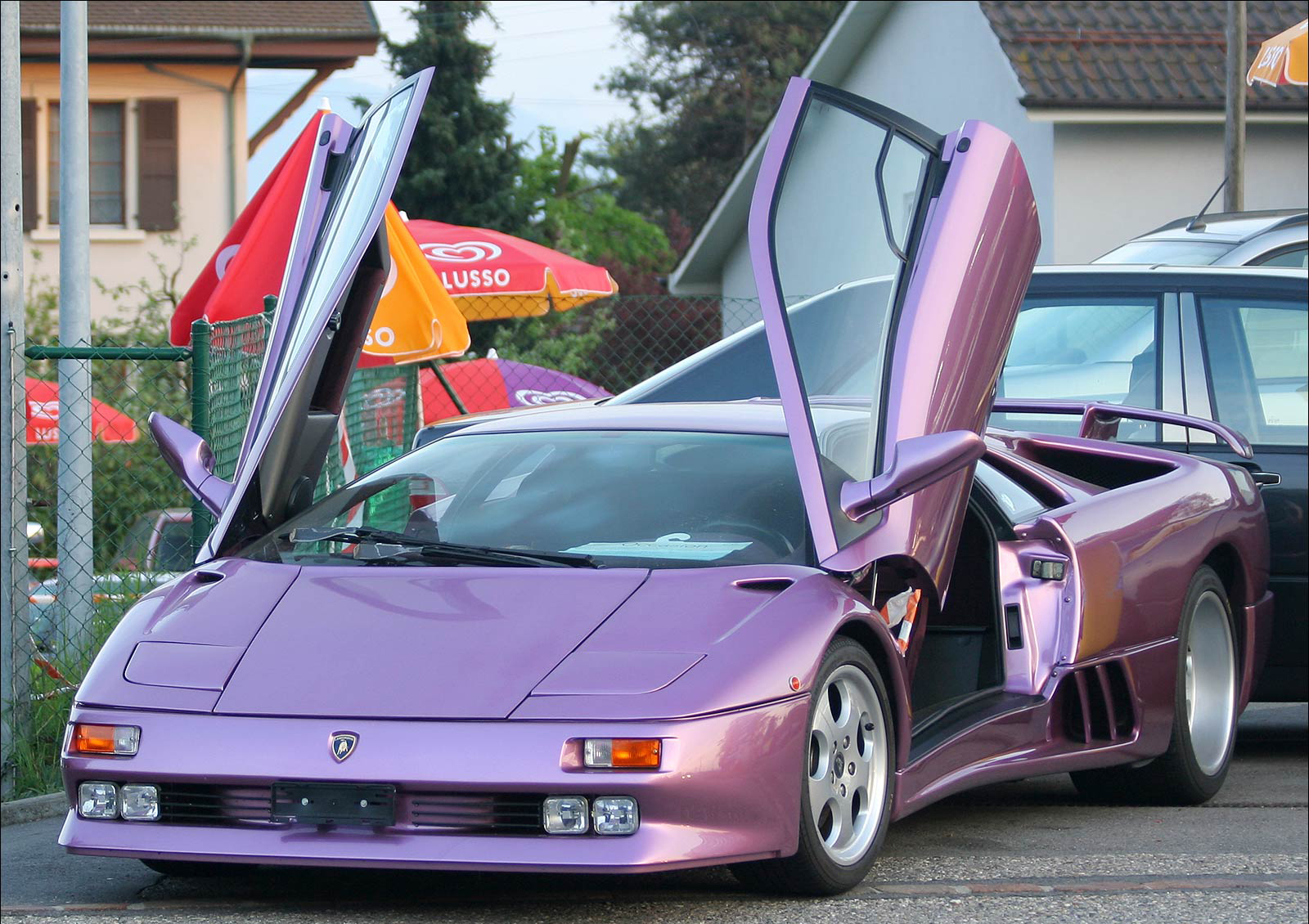
디아블로 SE30

디아블로의 레이싱 모델처럼 가벼워지고 견고해진 스페셜 에디션(SE, Special Edition) 모델이다. 람보르기니 창립 30주년을 기념하는 모델로, 1994년부터 1995년까지 한정적으로 생산 판매됐다.
총 150대의 차량이 만들어졌다. 1995년 람보르기니가 처음으로 소개한 디아블로 SE30 조타(Jota)는 공장에서 만들어졌지만, SE30의 주인이 원할 경우 SE30을 SE30 조타의 성능으로 업그레이드를 시켜줬다. SE30 조타는 지붕에 부착되는 공기 통풍구가 두 종류가 있으며, L.I.E. 칩이 내장된 6단 전체 동시(올-싱크로매시, all-synchromesh) 기어박스가 구비되어 있고, 출력은 595 마력이다. 일반적인 SE30은 총 70대가 제작됐고[1][2], 이 중에 딱 28대에게만 SE30 조타 업그레이드 키트가 제공됐다.(업그레이드 키트가 부착된 SE30 조타가 28대이고, 실제 SE30 조타의 원본 모델은 얼마가 생산됐는지 알려지지 않았다.)
원래 디아블로가 제공해주던 기본적인 부속품이나 장비를 모두 구비한 채 무게를 줄이기 위해 많은 카본-파이버 부품을 사용했다. 덕분에 원래 디아블로와 비교했을 때 SE30 & SE30 조타는 총 125 킬로그램의 무게가 줄어들었다. 여기에 주인이 원할 경우, 람보르기니는 VT에 사용되는 고급 전자식 서스펜션 또는 AWD를 선택할 수 있게 해줬는데, 실내 앞쪽과 뒷쪽에 횡요방지대(anti-roll bar)가 설치되어 있어 앞서 설명한 것들을 적용하기 위해 횡요방지대를 즉시 바로잡아주었다. 일반 디아블로보다 커진 브레이크 디스크를 네 바퀴에 모두 장착하고 있다.

한국의 영화배우 박상민이 이 자동차를 소유한 것으로 알려져 있다. 2006년, 실제로 박상민은 내 사랑 못난이에 이 자동차를 타고 등장했다. 람보르기니에 협찬을 받으려고 했으나 협찬을 받지 못해 홧김에 구매했다는 일화가 있지만, 이 자동차는 박상민이 출연한 드라마보다 10여년 일찍 출시된 자동차이다. 한국에서는 이 자동차가 딱 2대만 만들어졌다고 잘못 알려져 있으나, 실제로는 100대 넘게 제작됐다. 가격 역시 10억이 넘지 않으며 한국 돈으로 7~8억 선에서 거래된다. 보라색 차종을 가장 많이 만들었으며 그래서 가장 유명하고, 희귀한 색상은 노란색과 흰색이다.

### 디아블로 VTTT
딱 여섯 대의 디아블로 VTTT가 만들어졌다. 수냉식 가렛(Garret) T4 터보차저가 부착되어 전자식으로 작동되는 불용 배기문이 탑재되어 있고, VTTT 오너만을 위해 주문제작된 중간 냉각기(인터쿨러), 레이싱 자동차에 사용되는 밸브와 광택제를 사용한 실린더 헤드가 장착되어 있다. 케블러로 덧씌어진 이중 클러치 페달이 제작됐고, 토크도 더 늘어났다. 기어박스의 기어비가 짧게 배치되며(숏-기어) 가속 성능이 월등히 좋아졌고, 이전에 사용하던 전자식 연료 직분사는 다시 프로그래밍이 되었다. 역시 브레이크 시스템도 좋아졌는데, 카본 파이버를 사용한 크로스 드릴드 & 벤티드 디스크 브레이크 패드가 사용됐다.
VTTT 출시 및 판매 가격은 공개된 적이 없으나, 팔려는 사람들이 원하는 가격(다른 해석 : 부르는게 값이다.)은 최소 350,000 달러에서 최고 600,000 달러로 알려졌다. 뛰어난 성능이다 - 최고 속도는 235 mph (약 378 km/h)로, 최고 속도의 한계점이 217 mph (약 350 km/h)였던 디아블로보다 월등히 상승했다. 출력도 550 마력에서 750 마력으로 상승했다. VTTT는 특별한 엠블렘을 엔진에 부착하였는데, 이 엠블렘은 "누가 자동차를 만들었고", "이 자동차가 몇 번(차대번호)인가"를 알려주는 엠블렘이다.
차대번호 4번의 디아블로 VTTT는 텍사스 댈러스에 있다.

### 디아블로 SV

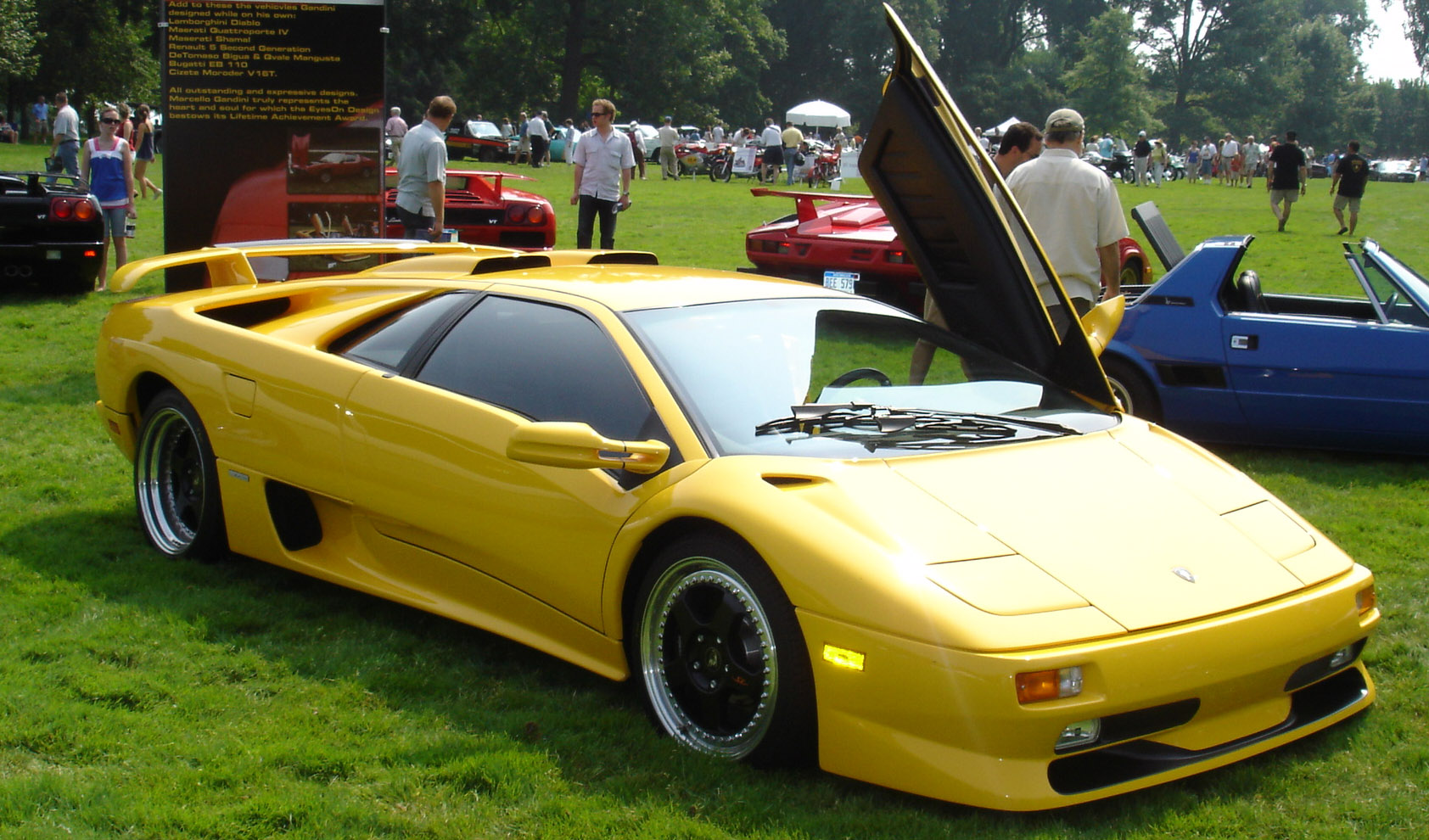
람보르기니 디아블로 SV

SV 또는 "슈퍼 벨로체"(이탈리아 표기:SuperVeloce, 영어 표기:Super-Fast, 한글 뜻:엄청 빠름)는 1995년에 출시된 디아블로의 파생 모델이다. 여러 장비들이 추가되어 있다. 디아블로 VT에 채택된 사륜구동(AWD, All-Wheel-Drive System)과 전자식 서스펜션을 기본으로 하고 있지만 VT의 대시보드와 커다란 브레이크로 교체되지 않았다. 새로운 세 부분으로 조절이 가능한 스포일러와 510 마력의 출력으로 업그레이드된 5.7리터 V12 엔진이 탑재됐다. 자동차의 공기 흡입구는 조금 더 다른 모양이다. 1999년 모델까지 팝업 전조등을 사용하고 이후 개방형 전조등으로 교체됐다. 최고 속도는 거의 209 mph (336 km/h)이다.

### 디아블로 SVR
SV의 경량화 파생형 모델인 SVR이 1996년 제네바 오토쇼에서 베일을 벗었다. 1996년 르망 24시 레이싱에 처음으로 출전한 레이싱 자동차로, 프로 선수와 아마추어 선수들의 의견을 바탕으로 디아블로 슈퍼트로피(Diablo Supertrophy)라는 이름으로 만들어졌다. 이름에서도 알 수 있 듯이 레이싱을 겨냥한 모델로 3년 동안 만들어졌다.
SVR은 바로 전 모델이었던 SV에 비해 191 kg이나 무게를 줄였다. 출력은 540 마력으로 높아졌고, 대부분 연료 직분사 타이밍이 가장 많이 바뀌었으며, 가변 밸브 타이밍은 최초의 디아블로 사용하던 것을 장착했다. 팝업 전조등도 경량화 부품으로 다시 만들어졌지만 이것은 심각하게 허세스러울 뿐이었다.  다른 허세스러운 부품이 또 있었는데, 차량 전면부에 스포일러와 사이드 스커트, 그리고 배기구가 있는 쪽에는 장식용으로 받침대 같은 것을 달아놨다.(전부 레이싱에 쓸모가 없는 부품들이다.) 역시 쓸모없는 수정사항이 더 있었는데, 뒷쪽에 완전히 조절이 가능한 에어로포일(aerofoil)과 아크릴로 만든 가벼운 창문(좌우 창문) 등이 있었다. 창문과 비슷한 유리재질로 만들어진 부품이 더 있었고, 18 인치 'OZ 레이싱 1-피스 할로우 스포츠 캐스트 마그네슘 휠(합금 휠)' 역시 장식용 외에 쓸모가 없는 것 중에 하나였다. 디아블로 SVR은 매번 경기에 출전을 끝낸 후 한 대씩 꾸준히 팔려나갔다. 경기에 출전했던 자동차가 판매될 때에는 공장의 지원을 받아 온전히 수리되어 판매됐다.
처음으로 판매된 것은 BPR 레귤러의 우승자인 토마스 비셔(Thomas Bscher)가 사업적인 측면에서 타고 나갔던 자동차이다. 그가 탔던 자동차는 그 해 말에 판매됐다.(토마스 비셔는 2007년 3월까지 부가티의 사장이었다.) 총 31대가 만들어졌으며, 극소수가 실제로 공공도로에 적합하게 개조가 됐다.(나머지는 레이싱카 그대로 보존되고 있다.)

## 2세대(1999 - 2001), 개방형 전조등

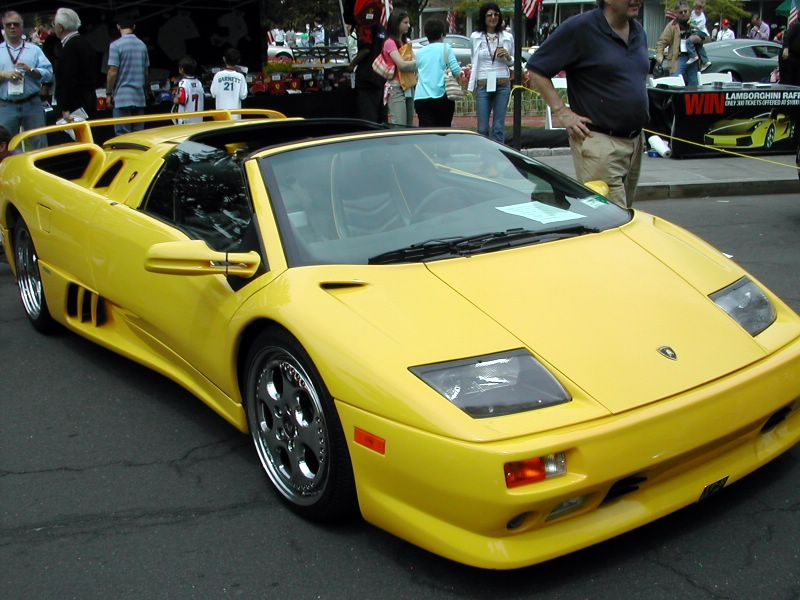
1999 Diablo VT Roadster

### 디아블로 VT & 디아블로 VT 로드스터
스타일링이 변하고 더 일반적인 장식들이 곁들어진 2세대 디아블로 VT 쿠페와 로드스터가 출시됐다. 2세대 디아블로부터 팝업 전조등을 사용하지 않고 개방형 전조등을 사용하고 있다. 2세대 디아블로가 사용한 전조등은 닛산 300ZX(1990-96년식)와 그 생김새가 매우 비슷하다. 실제로 2세대 디아블로가 300ZX의 부품을 빌린 것이며, 똑같은 전조등을 사용하기 위해 람보르기니는 닛산에 허락을 구했다(under licence). 새로운 휠과 현대적으로 다시 만들어진 대시보드, 더 커진 브레이크와 ABS 브레이크가 기본으로 제공됐고, 5.7리터 V12 엔진에는 가변 밸브 타이밍 시스템이 구비되었다. 엔진의 성능은 개선되지 않았고 오직 기계적인 측면에서만 나아졌다. 출력은 기존의 VT와 마찬가지로 529 마력이었고, 0-100 km/h 가속은 3.8초였다. 그러나 6,000 RPM에서 클러치를 밟으면 가속력이 3.6초까지 단축됐다. 가격은 동일했으나 여러 부분이 개선됐다. "버전 2"(Version 2) VT는 딱 1년 동안만 판매되고 생산이 중단됐다.

### 디아블로 SV
1999년식 SV를 기반으로 2세대 VT 쿠페와 로드스터처럼 주로 약간의 외형만 다른 2세대 SV이다. 팝업 전조등이 제거되고 개방형 전조등이 부착됐고, 새로운 휠과 더 커진 브레이크가 가장 큰 특징이었으며, 엔진은 VVT 방식으로 변경됐다. 엔진과 엔진의 성능은 VT와 똑같다. 1999년식 디아블로와 다른 대시보드도 특징이었는데, 전통적인 평평한 대시보드보다 더 우아한 물결 모양이었다. 당시 많은 스포츠 자동차들이 사용한 별개의 계기판들도 특징이었다. 출시된 2세대 SV에는 대시보드 쪽에 있던 런 렝스가 모두 얇고 가느다란 검은색(런)으로 대체됐다. 기름이 없으면 울리는 신호와, 계기판에 들어오는 불빛이 모두 다 가느다란 조각 안에 있다. 컨셉트 버전은 실내에 뱅 & 올룹슨(Bang & Olufsen) Hi-Fi 음향기기가 설치되어 있었다.(출시된 모델에는 없다.) 만약 음향기기를 제거하지 않았다면 이전 세대의 디아블로와 근본적으로 달라진 것이 하나도 없었다. VT의 성능으로 개선됐기 때문에 음향기기만큼은 제거해야 하였고, 뱅 & 올룹슨 음향기기가 제거된 디아블로는 1999년에만 생산됐다. 2000년에 메탈릭 실버(Metallic silver) 색상이 칠해진 한정판이 만들어져서 상당수가 미국에 할당됐다.

### 디아블로 GT
디아블로 SV(2세대)와 같은 곳에서 생산된 모델이며, 한정판으로 출시된 모델이다(575hp마력) 총 80대가 제작되었고, 공식적으로 유럽에서만 판매됐다.

### 디아블로 GTR
4년 동안 자동차 경주에 참여한 후, 2000 경기 시즌을 마지막으로 은퇴한 디아블로 슈퍼트로피(SVR)를 대체하기 위해 새로운 디아블로 슈퍼트로피가 제작됐다. 1999년, 6리터 GT 엔진으로 교체되어 출시됐다. 디아블로 GT와 비교했을 때 많은 부분이 달라졌다. GTR의 중요한 특징인 섀시 프레임은 처음부터 새로 만들어졌고, 전체적인 롤 바와 서스펜션이 개선됐으며 휠과 림(rim)을 연결시켜주는 중앙에 있는 나사도 바뀌었다. 경주용 자동차에 적합한 브레이크 시스템이 채택됐고, 변속기의 기름을 냉각시키기 위해 추가된 방열장치가 구비됐다. 또한 초고성능 자동차에 알맞도록 제작된 후면 스포일러는 아예 섀시와 통째로 연결되어 있다. 차체의 무게를 줄이기 위해 실내의 전자장비가 모두 제거되며 실내가 매우 단조로워졌다. 6리터 V12 엔진은 그대로였으나 특별히 개조된 배기구 시스템이 채택됐으며, 촉매재 없이 590 마력의 힘을 냈다. (그냥 GT는 575 마력이다.)
경주를 위해 개조된 엔진에는 엔진을 제작한 엔진 관리팀 직원의 정보가 입력된 람보르기니 L.I.E 칩이 내장되어 있었다. 이 칩은 전자식으로 엔진을 조종하는 장비이다. 이 외에도 연료 직분사 장비에는, 시동(점화) 장치 하나하나마다 코일이 개별로 감겨져 있어 순차적인 연료 직분사가 가능했다. 전체적인 전자식 엔진 관리 장비에는 LDAS라고 하는 람보르기니의 데이터 저장 시스템(Lamborghini Data Acquisition System)이 구비되어 있었다. 디아블로 GT의 앞쪽에는 엔진의 기름을 식혀주는 쿨러가 있었고, 엔진을 냉각하기 위해 엔진의 바로 옆에 평행하게 놓여진 두 개의 수냉식 냉각기가 있었다. 경주용 자동차에 전혀 어울리지 않게 각종 장비가 더해진 덕택에 차가 매우 무거워졌는데, 기어박스와 차동장치의 기름을 식히기 위해 또 냉각판을 달며 무게는 더 늘어났다. 변속기는 일반적인 5단 변속기이며, 뒷쪽 구동축을 관통해서 배치되어 있다. 조금 더 가속력을 높이기 위해 짧은 기어비(숏-기어)를 사용했다. 기어박스가 뒷 바퀴의 구동축을 관통하여 배치됐기 때문에 기어박스의 레버도 차의 중심 터널 가까운 곳에 비대칭으로 설치됐다. 덕분에 조향 성능이 더 개선됐으며, 여기에 동력 보조 장비도 구비되어 있었다.
후면 스포일러는, 롤 바와 일체형이었던 관 모양의 섀시 프레임과 통짜로 만들어졌다.(섀시와 롤 바, 스포일러가 모두 다 일체형이다.) 앞 바퀴의 서스펜션은 경주용에 적합하도록 개조됐고, 충격 흡수장치(쇼크 업소버, Shock absorbers)와 횡요방지대는 처음부터 운전자가 조절할 수 있도록 만들어졌다. 바퀴 중간에 있는 나사와 타이어는 레이싱 타입의 것을 사용되었으며, 림은 마그네슘 합금으로 만들어졌다. 경주용 연료 탱크와 연료를 빠르게 주유하는 장비가 설치되어 있는데, 주유구가 위로 향해 있기 때문에 위에서 기름을 쏟아부으며 주유할 수 있었다. 브레이크 시스템은 디아블로 GT를 기반으로 한 고성능 모듈인데, 새로운 레이싱 브레이크 캘리퍼는 경주용이라 말하기에 상태가 매우 심각했기 때문에 분리됐다. 차체는 탄소 섬유로 만들어졌다. 하지만 안전을 위해 문은 알루미늄으로 만들었고, 지붕은 비틀림 강성이 높은 강철로 만들어졌다.
운전석은 레이싱에 필요한 것들만 간단하게 배치되어 있었고, 다른 전자장비 등은 모두 다 제거됐다. 운전석은 차축을 중심으로 세로(위, 아래:높낮이 조절)로 움직일 수 있었다. 중심 터널의 크기는 작아지며 이전 모델들보다 훨씬 나은 운전석 위치를 갖게 됐다. 기존의 시동 장치가 제거되고 버튼을 눌러서 시동을 걸 수 있게 됐다('레이싱 스위치'라고 한다.). 차에 불이 났을 경우를 대비해 소화 장비와 소화 장비를 작동시키는 스위치는 운전석의 오른쪽(조수석 방향)에 설치됐다. 운전석의 안전벨트는 경주용 6포인트 벨트가 사용됐고, 운전석 역시 경주용에 걸맞도록 다른 것으로 교체됐다.
1999년, 볼로냐 모터쇼에서 소개됐다. 처음에는 서른 대만 만들 계획이었지만, 후에 10대가 더 생산되어 총 마흔 대가 생산되었다.

### 디아블로 6.0 VT & 6.0 VT SE
1998년, 마이콤&V 파워의 경영이 끝난 후 람보르기니는 아우디 AG에 경영권이 인수됐다. 이후 아우디 AG는 디아블로의 후속 자동차로, 디아블로를 현대적으로 개량한 무르시엘라고를 준비하게 된다. 아우디는 디아블로의 후속 자동차 개발 임무를 Luc Donckerwolcke에게 줬다. 그는 더 현대적이고, 더 멋지며, 더 세련된 디아블로의 후속 차량을 설계하게 됐다. 그 결과, 6.0 VT의 디자인이 만들어졌다.
안팎으로 무거워진 스타일링이 특징이었고, 앞쪽 범퍼에는 2개의 거대한 공기 흡입구가 설치됐다. 공기 흡입구가 설치되며 전면부의 코 부분은 납작해졌다. 휠은 쿤타치의 휠처럼 5개의 구멍이 뚫려있는 18인치 일체형 합금 휠이 장착되었다. 실내 역시 특별하게 변했는데, 페달과 함께 일직선으로 움직이는 운전석이 가장 큰 특징이었으며, 기후에 따라 조절되는 에어컨이 기본으로 제공됐다. 전체적인 차체에 탄소 섬유를 더 많이 사용했고, 문과 지붕쪽은 금속판으로 만들어졌다. (각각 강철과 합금을 사용했다.) 휠의 재질은 마그네슘이었고, 실린더 헤드와 흡입 매니폴드(Inlet manifolds), 연접봉은 티타늄으로 만들어졌다. 실내의 센터 콘솔(센터페시아)는 아예 커다란 한 조각의 탄소 섬유를 깎아내서 만들어졌다. 새로운 6.0리터 V12 엔진은 디아블로 GT에 사용된 것을 기반으로 새롭게 만들어진 것이었다. (디아블로 GT의 엔진은 5.7 리터가 더 개선된 엔진이었다.) ECU 소프트웨어는 업그레이드 됐으며, 새로운 흡배기 시스템과 더 제련된 가변 밸브 타이밍 시스템, 조금 물러진 캠 축 등 예전 차량에 비해 개선된 것이 많아졌다. 최고 550 제동마력(bhp)의 출력을 자랑하며, 디아블로 VT 6.0은 슈퍼카들간의 성능 경쟁에서 다시 한번 존경받는 존재가 됐다. 이후 람보르기니는 다른 종류의 파생형 모델을 더 만드려는 계획을 갖고 있었지만, 아우디가 새로운 모델을 만들 준비를 하고 있어서 SV의 파생형 모델이나 VT 6.0의 로드스터 버전 등의 개발 계획은 취소됐다.
대신 6.0 VT를 조금 더 높은 등급의 차로 개량한 파생 모델을 내놓는데, 앞서 설명한 에어컨 등 기본으로 제공하는 것은 놔두고 인테리어를 탄소 섬유로 치장하여 조금 더 완성도가 높고, 우월한 차를 출시했다. 이전 디아블로에 비해 훨씬 고급스러워진 것이며, 모든 디아블로 라인업 중에서 가장 현실적으로 개선된 모델이었다. 최후의 디아블로이자, 판매용으로 딱 한 대만 제작한 디아블로 6.0 VT SE가 출시됐다. 이 자동차는 흔히 구할 수 있는 금 또는 청동으로 아침 노을과 저녁 노을이 표현된 장식을 하고 있다. 금으로 치장된 디아블로 6.0 VT SE는 볼라냐에 있는 람보르기니 박물관에 전시 중에 있고, 청동으로 치장된 디아블로 6.0 VT SE는 판매가 됐는지 조차 알 수 없다.

## 개조된 디아블로

### 람보르기니 코아틀
1990년대, 람보르기니 본사로부터 마이클 J. 킴벌리(Michael J. Kimberly)가 람보르기니 라티노아메리카(Latinoamérica)의 설립을 허가받았다. 이후 그는 람보르기니 본사로부터 설계 공정 등을 지원받아 남미에 람보르기니 라티노아메리카를 설립하게 됐다. 이후 그는 Sr Ing 조지 페르난데즈 가르시아가 디자인했던 공식적인 람보르기니 뱃지(Fighting Bull)에게서 습득했고, 맥시코에서 람보르기니 코아틀이라는 이름으로 자동차를 만들게 된다. 현재는 람보르기니 이로스 2000(Lamborghini Eros 2000)이라고 알려진 자동차가 바로 람보르기니 코아틀이다. 코아틀(Coatl)이라는 이름의 어원은, 아즈텍에 살던 뱀의 이름이다. 최고 속도는 385 km (239 mph)에 달했을 정도로 엄청난 성능을 자랑했다. 100 km (62 mph)까지의 가속은 겨우 3.54초였다. 6.3리터 배기량으로 개조한 대형 엔진을 장착해 출력은 635 제동마력(bhp)이었고, 이 엄청난 출력을 버텨낼 수 있도록 41xx 강철(Chrome/Moly : chromium-molybdenum steel)로 섀시를 덮어놓아 강성을 높였다. 이 엔진과 섀시를 디자인해준 곳이 다름 아닌 잉글랜드의 맥라렌이다. 2001년 이후, 코아틀은 이로스 GT1이라는 이름으로 세상에 공개됐다. 사진은  보관됨 2010-12-16 - 웨이백 머신에서 볼 수 있다. 마이클 J. 킴벌리의 사진은  보관됨 2010-11-01 - 웨이백 머신에서 볼 수 있다.

### 람보르기니 알라
2008년, 람보르기니의 뱃지를 단 괴상한 차가 공개됐다. 역시 위에서 설명한 람보르기니 라티노아메리카에서 만든 자동차인데, 판매 가격은 무려 750,000 달러였다. 디아블로를 기반으로 하고 있으며 2008년 3월에 생산을 시작했다고 알려졌지만 루머로 알려졌다. 하지만 실제로 제작을 하려는 시도는 했었고, 주문을 한 고객도 있었다. 디아블로에 탑재된 V12 엔진을 무려 7.7리터의 고배기량 엔진으로 개조했고, 출력 역시 770 마력으로 높아졌다. RPM의 레드라인은 7,500 RPM이다. 무게는 디아블로와 비슷한 1,200 kg이다. 람보르기니 알라가 처음으로 기록한 성능은, 최고 속도 223 mph (약 360 km/h), 0-60 mph (97 km) 가속은 3.5초에서 4초 사이다. 그러나 후에 람보르기니 라티노아메리카가 실제로 만든 브로셔에 의하면, 최고속도는 무려 255.2 mph (약 410 km/h), 0-60 mph (97 km) 가속은 3.6초이다. 이후 실제로 차량을 만들었다. 

### 람보르기니 디아블로의 복제품 (Replica)
1993년 초에 람보르기니의 복제품을 만드는 IFG 회사가 세계 최초로 람보르기니 디아블로의 복제품을 만들었다. 디아블로의 복제품을 만들기 전에, IFG는 실제 람보르기니의 정품 휠이 장착된 피에로(Fiero)가 만든 섀시를 기반으로 "Stretched" 쿤타치(길어진 쿤타치)를 만든 적이 있었다. 새로 만들어진 디아블로의 복제품 역시 피에로가 만든 섀시를 기반으로 하고 있었으며, 쉽게 복제할 수 있는 쉐보레 350과 포르쉐 914의 트랜스 액슬을 바탕으로 차를 만들었다. 시간이 흘러 D&R 레플리카 회사와 합병된 후, 디아블로를 만들었을 때 사용한 섀시를 튜브 모양으로 바꿔서 쉘비 슈퍼카스의 SSC 얼티밋 에어로의 복제 자동차를 제작했다. 이 차량의 이름은 LS1이었고, 실제로 고성능의 차량이었다. NAERC(North American Exotic Replicars, 북미 엑소틱 레플리카)가 그들이 만든 디아블로 중, 상당한 완성도를 자랑하는 것들을 다국적 시장에 출시했다. 출시된 디아블로 레플리카는, 실제 디아블로가 사용한 섀시와 차체를 똑같이 만들어낸 것이었으며, 실제 디아블로와 큰 차이가 없는 자동차였다. 가격은 85,000달러에서 비싸게는 10만 달러가 넘는 것도 있었을 정도로 실제 람보르기니와 비슷한 값으로 책정됐다.
오늘 날에는 에서만 디아블로의 레플리카를 판매하고 있다. 람보르기니의 테스트 드라이버 발렌티노 발보니가 실제로 시승을 하기도 했을 정도로 높은 완성도를 자랑한다.